# Teidži Honma
Teidži Honma (japonsky 本間 悌次, 14. března 1911 Sakata, prefektura Jamagata – ?) byl japonský hokejový brankář, který se zúčastnil zimních olympijských her v německém Garmisch-Partenkirchenu v roce 1936.
Japonská reprezentace sice po dvou porážkách nepostoupila ze skupiny, ale Honma se zapsal do historie jako první hokejový brankář, který nastoupil na vrcholném světovém turnaji v masce. Masku nepoužíval ani tak proto, aby se ochránil před zraněním, ale aby chránil své dioptrické brýle.